# Dominikus Böhm
Dominikus Böhm (ur. 23 października 1880 w Jettingen-Scheppach, zm. 6 sierpnia 1955 w Kolonii) – niemiecki architekt

## Życiorys
Urodził się jako najmłodszy z sześciorga dzieci budowniczego i burmistrza Aloisa Böhma i jego żony Katharine z domu Hofmiller. Po śmierci ich ojca w 1890 r. firmę budowlaną przejął najstarszy brat Dominikusa – Clemens.
Ukończył szkołę podstawową i gimnazjum w Jettingen i w 1896 roku rozpoczął naukę w Baugewerkschule w Augsburgu, uzyskując w 1900 roku tytuł inżyniera budownictwa, po czym podjął studia Wyższej Szkole Technicznej w Stuttgarcie pod kierunkiem Theodora Fischera, któremu później przypisywał duży wpływ na swoją pracę. W tym czasie zawarł znajomość z wybitnymi architektami niemieckimi Paulem Bonatzem i Wilhelmem Kreisem.
W 1907 roku przez krótki czas był wykładowcą w Szkole Budownictwa w Bingen nad Renem. Na wystawie sztuki w Darmstadt w 1908 roku został zauważony przez Hugo Eberhardta, za którego rekomendacją przeniósł się do Bau- und Kunstgewerbschule w Offenbach (dziś Hochschule für Gestaltung Offenbach am Main), gdzie uczył do roku 1926.
Po ukończeniu studiów pracował w różnych biurach architektonicznych, między innymi w Augsburgu i w Szwajcarii. Od 1910 roku prowadził własne biuro architektoniczne w Offenbach zajmujące się głównie budową konwencjonalnych budynków dla klientów prywatnych i publicznych.
W 1913 poślubił Marię Scheiber z Vöcklabruck w Austrii, z którą miał trzech synów: Antona (1916-1988), Paula (1918) i Gottfrieda, który również został znanym architektem. W czasie pierwszej wojny światowej służył jako żołnierz piechoty w Landsturmie w 1917 roku.

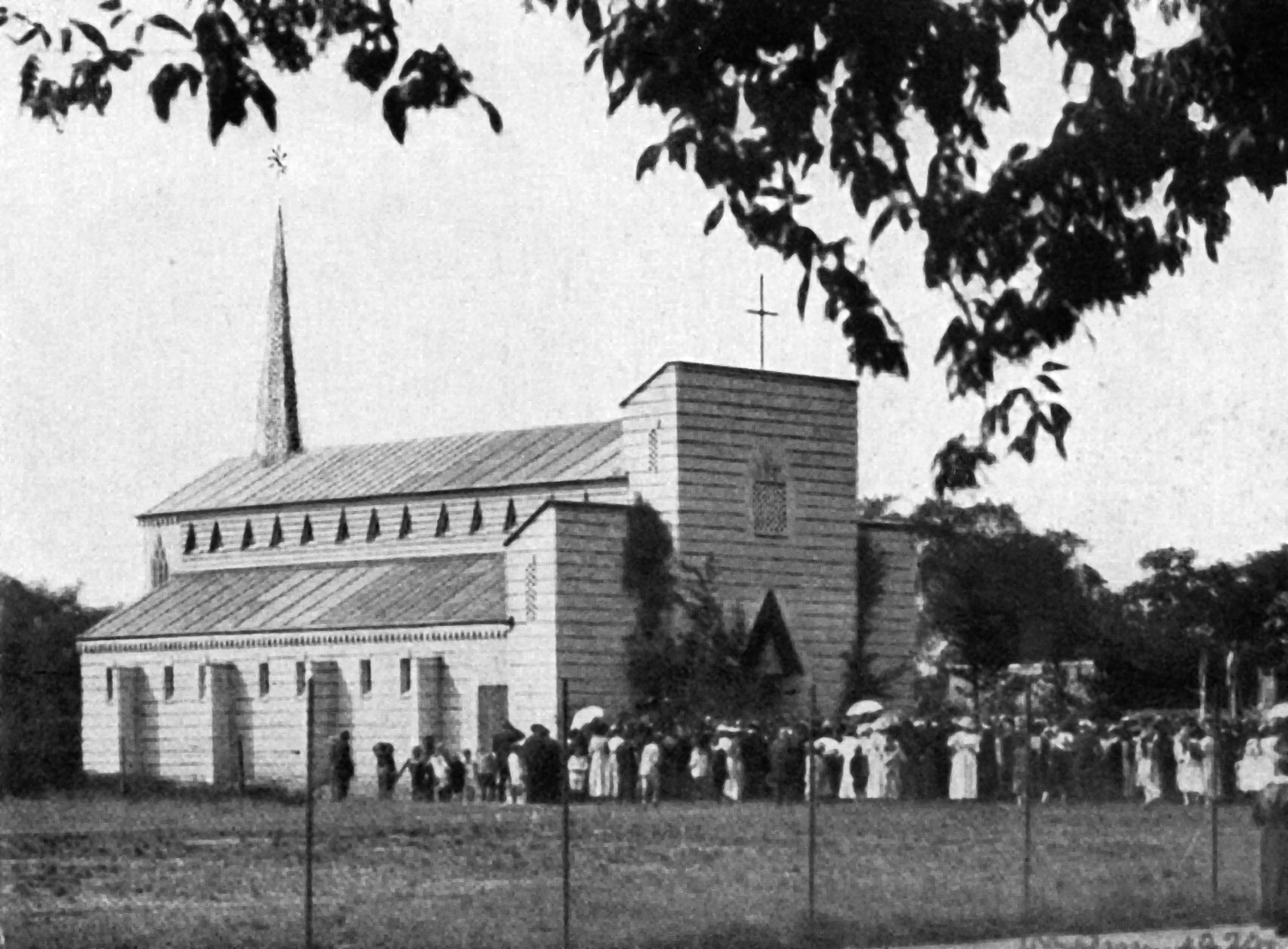
Kościół św. Józefa w Offenbachu (1914)

W 1914 roku otrzymał zamówienie na kościół drewniany św. Józefa w Offenbach. Ta praca określiła dalszą karierę Böhma, jako budowniczego kościołów. Pomimo prostego projektu kościół zyskał uznanie. W latach 1922–1923 we współpracy z Martinem Weberem powstał kościółek św. Piotra i Pawła w Dettingen (obecnie dzielnica gminy Karlstein am Main), który był zaawansowaną wersją pierwszego projektu. Od 1921 roku Böhm wraz z Weberem działali w Offenbach jako Atelier für Kirchenbaukunst.
Wczesne projekty sakralne Böhma miały odniesienia do stylów historycznych, ale od lat 20. XX wieku – choć jego projekty pozostały konwencjonalne – zawierały jednak elementy ekspresjonistyczne, a następnie abstrakcyjne i gotyckie, jak na przykład w kościele parafialnym we Freilingsdorf, niedaleko Kolonii (1926–1927). Za jeden z jego najlepszych budynków jest uważany kościół św. Jana Chrzciciela w Neu-Ulm (1921–1927), z pasiastą fasadą zbudowaną z materiału rozbiórkowego fortyfikacji Ulm (wapień jurajski, cegły i pozostałości dachówek). Böhm eksperymentował z przestrzenią, antycypując zmiany liturgiczne dokonane później przez Sobór Watykański II. Wśród innych ważniejszych budynków można wymienić: kościół św. Engelberta w Kolonii (1930-1933) i św. Marii-Królowej w Kolonii-Marienburgu (1951-1954).

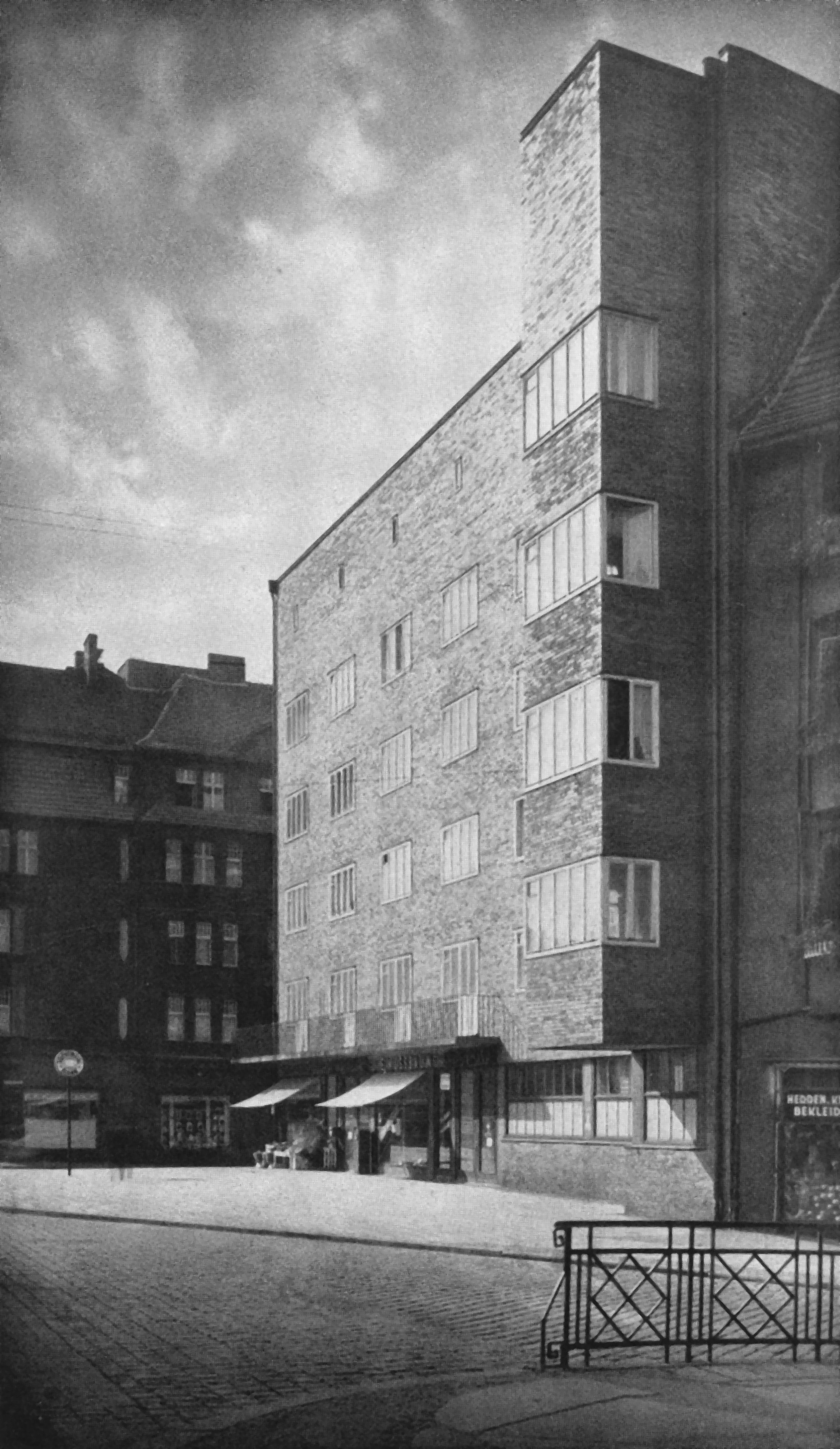
Budynek kasy oszczędności w Zabrzu (1929)

W 1926 roku został kierownikiem oddziału sztuki chrześcijańskiej kolońskiej Werkschule. W tym okresie rozpoczął się najciekawszy, świadomy etap działalności architektonicznej Böhma, na przełomie lat 20. i 30. wykształcił charakterystyczny, rozpoznawalny styl swoich budowli.

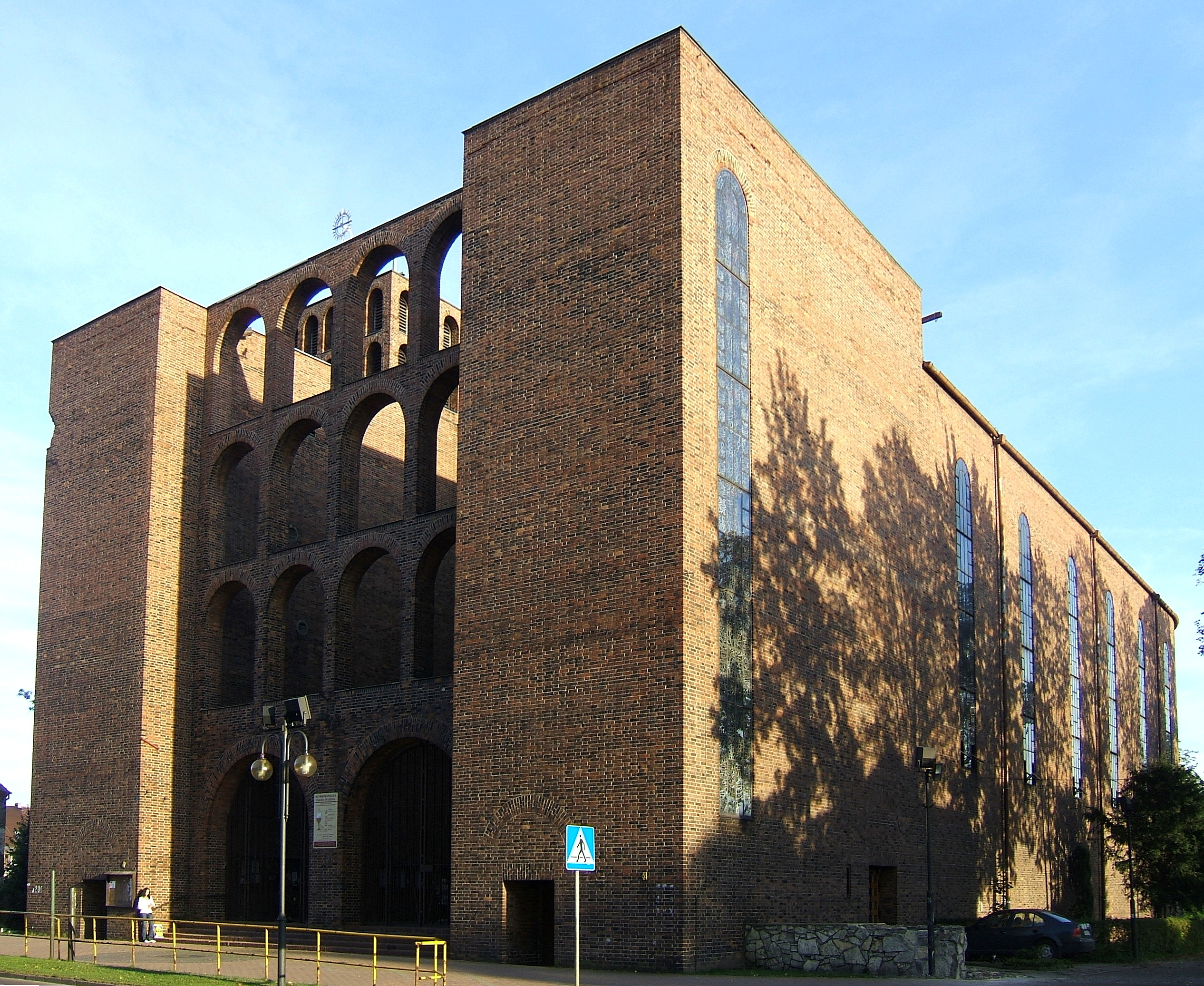
Kościół św. Józefa w Zabrzu

Od 1927 roku pracował nad pomysłami dla Górnego Śląska. Wykonał projekty kościoła Chrystusa Króla w Gliwicach i rozbudowy sanktuarium na Górze św. Anny, z których zrealizowano tylko Dom Pielgrzyma na Górze św. Anny. W 1929 zaprojektował dla Zabrza budynek Miejskiej Kasy Oszczędności, który stoi do dzisiaj przy ulicy Wolności. W latach 1930–1931 powstał według jego projektu Kościół św. Józefa w Zabrzu.
Po dojściu nazistów do władzy w Niemczech, Böhm wraz z grupą artystów został w 1934 roku zwolniony z pracy. Nadal jednak prowadził aktywną działalność projektową. Powrócił do pracy w Kölnische Werkschule w roku 1947, skąd odszedł na emeryturę na krótko przed śmiercią.
Po zakończeniu II wojny światowej pracował przy odbudowie zniszczonych podczas bombardowań kościołów oraz budowie nowych, utrzymanych w stylistyce dojrzałego modernizmu. Fazę tę cechowała duża różnorodność, wyrażająca się przywoływaniem motywów dotychczas stosowanych w twórczości, a także elementów nowoczesnej architektury, na co wpływ miała szczególnie współpraca z synem Gottfriedem. Trzej synowie Gottfrieda również zostali znanymi architektami.
W 1952 r. papież Pius XII przyznał Böhmowi Order Świętego Sylwestra, dwa lata później architekta odznaczono Krzyż Wielki Orderu Zasługi Republiki Federalnej Niemiec, a także Wielką Nagrodę Artystyczną Nadrenii-Westfalii.